# Ервин фон Вицлебен
Јоб Вилхелм Георг Ердман Ервин фон Вицлебен (Бреслау, 4. децембар 1881 — Берлин, 8. август 1944) је био немачки армијски официр (од 1940. фелдмаршал), командант армије у Другом светском рату и један од вођа 20-то јулске завере против Хитлера.

## Рана каријера
Ервин фон Вицлебен је рођен у граду Бреслау, у Тирингији, у породици официра. После завршеног пруског кадетског програма у Валштату и Лихтерфелдеу 22. јуна 1901. ступио је у Гренадирски пук „Краљ Вилхелм I“ бр. 7 у чину поручника. Тек након девет година уследило је унапређење у надпоручника што није било уобичајено и што не значи да се није радило о ванредном војничком таленту.

## Први светски рат
Почетком Првог светског рата, Фон Вицлебен је служио као бригадни ађутант у 19. резервној пешадијској бригади. Пошто је унапређен у капетана октобра 1914, добио је команду над четом у Резервном пешадијском пуку бр. 6. Касније је у истом пуку командовао и батаљоном. Фон Вицлебенова јединица борила се код Вердена, у Шампањи, у Фландрији као и на другим бојиштима. Након што се опоравио од тешког рањавања, при чему је одликован Гвозденим крстом I и II класе, послат је на дошколовавање за генералштабног официра. Крај рата дочекао је као први генералштабни официр у 121. дивизији.

## Између два рата
У Рајхсверу, Фон Вицлебен је командовао четом до 1923. када је као мајор прекомандован у штаб 4. дивизије. Године 1928, постао је командант батаљона у Пешадијском пуку бр. 6 и остао на тој дужности као потпуковник и следеће године. Када је 1931. унапређен у пуковника преузео је команду над Пешадијским пуком бр. 8 у Франкфурту на Одри.
Доласком нациста на власт, у Вермахту се Фон Вицлебеново напредовање још више убрзало. Унапређење у генерал-мајора 1. фебруара 1934. пратило је и именовање на место команданта 3. пешадијске дивизије у Потсдаму. Наследио је генерала Вернера фон Фрича као заповедник III војне области (Берлин). На овом месту заслужио је ново унапређење, а већ септембра 1935. као генерал-потпуковник постављен је за команданта III армијског корпуса у Берлину. Већ наредне 1936. године унапређен је у чин генерала пешадије.
Отпор према нацистичком режиму Ервина фон Вицлебена сеже још од 1934. године када је заједно са Ерихом фон Манштајном, Вилхелмом Ритером фон Лебом и Гердом фон Рундштетом тражио да се испитају детаљи везани за смрт генерала Курта фон Шлајхера и Фердинанда фон Бредова у „ноћи дугих ножева“. Као резултат тога и повишеног критицизма Хитлеровог односа према генералу Вернеру фон Фричу, Фон Вицлебен је приморан да се превремено пензионише. Његова „пензија“, међутим, није потрајала дуго, пошто су његово знање и војно искуство по избијању Другог светског рата Хитлеру поново затребали.
До 1938. Фон Вицлебен је припадао групи завереника око генерала Лудвига Бека, Ериха Хепнера, Карл-Хајнриха фон Штилпнагела и шефа Абвера Вилхелма Канариса. Они су планирали да свргну Хитлера војним пучем до кога је скоро и дошло током Судетске кризе 1938. године. Фон Вицлебенова команда над кључним берлинским одбрамбеним округом требало је да има одлучујућу улогу у припремљеном плану. Међутим, Хитлеров успех потписивањем Минхенског споразума срушио је завереничке планове и операције предвиђене њима нису ни започете. Завереници су овога пута остали неоткривени.
Фон Вицлебен је 1939. био укључен и у завереничке планове генерал-пуковника Курта Фрајхера фон Хамерштајн-Екворда који је планирао да се домогне Хитлера директно фронталним нападом. Фон Вицлебенов задатак је при томе био да неутралише штаб нацистичке партије, али се и од овог плана временом одустало.
У међувремену, новембра 1938. Фон Вицлебен је постављен за команданта Друге групе армија, са штабом у Франкфурту на Одри.

## Други светски рат
Септембра 1939, Фон Вицлебен, тада генерал-пуковник, преузео је команду над Првом армијом, стационаром на западним границама Немачке. Када је 10. маја 1940. Немачка напала Француску његова армија била је у саставу Групе армија „Ц“. Дана, 14. јуна она је пробила Мажино линију и за само три дана натерала неколико француских дивизија на предају. За овај успех је генерал Фон Вицлебен одликован Витешким крстом и 19. јула је унапређен у чин фелдмаршала. Следеће, 1941. године, постављен је за главног заповедника свих немачких снага на западу, али је само годину дана касније, нарушеног здравља, лично затражио смену и повлачење у пензију. Неки историјски извори наводе да је у ствари принудно пензионисан након што је упутио превише критика на рачун владајућег режима после неуспеха Операције „Барбароса“.
Током 1944, завереници окупљени око Клауса Графа Шенка фон Штауфенберга видели су у Ервину фон Вицлебену кључног човека за своје планове. Док је генерал-пуковник Бек требало да буде привремени шеф нове постхитлеровске Немачке, а генерал-пуковник Ерих Хепнер заповедник Резервне армије, фелдмаршал Фон Вицлебен је као официр са највишим чином предвиђен за главног команданта целокупног Вермахта. На дан атентата, 20. јула 1944, пошто је Фон Штауфенберг покушао да темпираном бомбом одузме Хитлеру живот у „Вучјој јами“, Фон Вицлебена је приликом доласка у Главни штаб немачке копнене војске у Берлину где је требало да преузме команду над завереничким снагама ухапсио Гестапо. Регуларни војни суд части одузео му је све војне почасти и удаљио га из Вермахта како би му као учеснику у завери могао, као цивилном лицу, да суди Народни суд, а не војни.
Фон Вицлебен је 7. августа изведен пред Народни суд у првој групи оптуженика. Председавајући судија Роланд Фрајслер га је истог дана осудио на смрт за улогу у завери против Хитлера. Остале су упамћене последње речи које је Фон Вицлебен упутио у суду судији Фрајследу: „Можете нас предати џелату. За три месеца, згађени и измрцварени народ ће вас ставити у књигу и живе развлачити прашњавим улицама!“.
Следећег дана Ервин фон Вицлебен је обешен у берлинском затвору Плоцензе. Његово смакнуће снимљено је филмском камером лично за Хитлера.
Фон Вицлебен је био ожењен Елзом Клебер с којом је имао сина и ћерку.

## Одликовања
- Крст части
- Гвоздени крст (1914) I и II класе
- Крст краљевског реда Хоенцолерна са мечевима
- Гвоздени крст (1939) I и II класе
- Витешки крст Гвозденог крста (24. јун 1940)
- Рањеничка значка

## Унапређења
- Поручник,	22. март 1901.
- Потпуковник, 1. јануар 1929.
- Пуковник, 1. април 1931.
- Генерал-мајор, 1. фебруар 1934.
- Генерал-потпуковник, 1. децембар 1934.
- Генерал пешадије, 1. октобар 1936.
- Генерал-пуковник, 1. новембар 1939.
- Фелдмаршал, 19. јул 1940.

## Командне дужности
- III армијски корпус, 1. октобар 1935. — 20. новембар 1938.
- Друга група армија, 10. новембар 1938. — 1. септембар 1939.
- Прва армија, 1. септембар 1939. — 26. октобар 1940.
- Група армија „Д“, 26. октобар 1940. — 1. мај 1941.
- Главна команда „Запад“, 1. мај 1941. — 15. март 1942.

## Белешке о личним именима
- Реч Граф у „Клаус Граф Шенк фон Штауфенберг“ је титула, није само део Штауфенберговог имена. Има значење „гроф“.
- Реч Фрајхер у „Курт Фрајхер фон Хамерштајн – Екворд“ је такође титула, слично „барону“.